# 气相色谱法
气液色谱法（英語：Gas chromatography，又称气相层析）是一种在有机化学中对易于挥发而不发生分解的混合物进行分离与分析的層析技术。气相色谱的典型用途包括测试某一特定化合物的纯度与对混合物中的各组分进行分离（同时还可以测定各组分的相对含量）在某些情况下，气相色谱还可能对化合物的表征有所帮助。在微型化学实验中，气相色谱可以用于从混合物中制备纯品。
气相色谱中的流动相（或活动相）是载气，通常使用惰性气体（如氦气）或反应性差的气体（如氮气）。固定相则由一薄层液体或聚合物附着在一层惰性的固体载体表面构成。固定相装在由玻璃或金属制成的一根空心管柱内（称为色谱柱）。用作进行气相色谱的仪器称为气相色谱仪（或“气体分离器”）。
待分析的气体样品与覆盖有各种各样的固定相的柱壁相互作用，使得不同的物质在不同的时间被洗脱出来。从一种物质进样开始到出现色谱峰最大值的时间被称为该物质的保留时间，通过将未知物质的保留时间与相同条件下标准物质的保留时间的比较可以表征未知物。
在原理上，气相色谱与柱色谱（及其它种类的色谱，如高效液相色谱，薄层色谱）类似，但也有着很多明显的不同。
- 第一：在气相色谱中，混合物的分离在液态的固定相与气态的流动相之间进行，而在柱色谱中，固定相为固态而流动相为液态。
- 第二：在气相色谱中使用的柱是放置在一个温度可控的恒温箱中的，而在典型的柱色谱中并无这样的温度控制装置。
- 第三：在气相色谱中，气相中物质的浓度只是气体的蒸气压的函数。[1]

气相色谱也与分馏类似。它们都主要利用混合物中各个组分的沸点（或蒸气压）的差异对混合物中的各个组分进行分离。但是，分馏通常用于常量的混合物的分离，而气相色谱所分离的物质则要少得多（微量）。
气相色谱法有时也叫做气液分配色谱（GLPC）。这些别名以及它们的缩写在科学文献中很常见。严格地说，最标准的名称是气液分配色谱，因而该名称也被大多数的作者接受。

## 历史
色谱法的使用可以追溯到1903年的俄罗斯科学家Mikhail Semenovich Tswett的工作。德国研究生Fritz Prior在1947年发明了气固色谱。阿彻·马丁（Archer John Porter Martin）奠定了气相色谱的发展基础，并于1950年发明了气液色谱。他因为1941年在液液色谱与1944年在纸色谱的发展上的贡献而获得了诺贝尔奖。

## 原理
气相層析仪是用于分离混合物中多種化合物的化学分析仪器。气相層析仪中有一根外觀看似線圈的極細銅管，这就是層析柱(色谱柱)。在線圈般的層析柱中已填充矽膠(或活性碳、或氧化鋁)作為固定相，混合物加熱氣化後，用氮氣(或二氧化碳等不產生化學反應的惰性氣體，載氣，流動相)加壓推動樣品進入層析柱，混合物中不同的化合物因為分子大小、分子的極性不同，在矽膠中流動的速度不同，因此流出層析柱的速度不同，多種化合物因此分離。通常分子小的化合物先流出層析柱，分子大的化合物比較難通過矽膠孔隙，所以大分子化合物較慢流出層析柱。
經過層析柱分離純化的化合物从層析柱末端流出时，可串聯各種儀器檢測，如：質譜儀、電子捕獲偵測器、熱導檢測器、火焰電離檢測器、光離子化檢測儀、熱離子偵測器(Thermionic Ionization Detector)......等
分離的化合物被氣相層析儀後面串連的检测器检测到，产生相应的信号，并被转化为电信号输出。
在色谱柱中固定相的作用是分离不同的组分，使得不同的组分在不同的时间（保留时间）从柱的末端流出。
其它影响物质流出柱的顺序及保留时间的因素包括载气的流速，温度等。
在气相色谱分析法中，一定量（已知量）的气体或液体分析物被注入到柱一端的进样口中（通常使用微量进样器，也可以使用固相微萃取纤维（solid phase microextraction fibres）或气源切换装置）。当分析物在载气带动下通过色谱柱时，分析物的分子会受到柱壁或柱中填料的吸附，使通过柱的速度降低。分子通过色谱柱的速率取决于吸附的强度，它由被分析物分子的种类与固定相的类型决定。由于每一种类型的分子都有自己的通过速率，分析物中的各种不同组分就会在不同的时间（保留时间）到达柱的末端，从而得到分离。检测器用于检测柱的流出流，从而确定每一个组分到达色谱柱末端的时间以及每一个组分的含量。通常来说，人们通过物质流出柱（被洗脱）的顺序和它们在柱中的保留时间来表征不同的物质。

## 仪器

气相色谱仪结构简图

### 自动进样装置
自动进样装置能将样品自动引入到进样口中。虽然手动进样仍然可用，但已经不普遍。自动进样能提供更好的分析重现性，并能更好地进行时间优化。
自动进样装置有很多种，按容量分可以分为自动注射器（可同时处理少数几个样品）与自动进样器，按照自动机的类型可以分为XYZ自动机与旋转/SCARA自动机（后者是最常见的自动机），按照进样技术来分可以分为以下几种：
- 液体进样
- 静态顶空进样
- 动态顶空进样
- 固相微萃取进样

传统上，自动进样装置与气相色谱仪由不同的厂家生产。历史上，美国，意大利和瑞士在自动进样装置的技术上较为领先。

### 进样口
色谱柱的进样口是将样品引入连续的载气流中的装置。它通常固定在柱头上。
常见的进样口类型有：
- 分流/不分流进样口；样品从注射器经过隔膜进入到一个加热了的小室中。热量使得样品及样品的基体挥发。然后载气将挥发后的样品全部（不分流模式）或部分（分流模式）吹扫入色谱柱中。在分流模式中，样品与载气的混合物大部分通过分流出口放空。当样品中的被分析物含有高的分析浓度（>0.1%）时，宜采用分流进样，对于只含有很少被分析物的痕量分析（<0.01%），则最好用不分流进样。
- 柱头进样口；样品不经加热直接导入分析柱。
- 程序升温蒸发（PTV）进样口；Vogt在1979年首先引入了程序升温进样，最初Vogt将这种技术用于毛细管气相色谱的大体积样品的进样（高达250µL）。Vogt以一种受控的速率将样品引入到衬管之中。衬管的温度设定为稍低于溶剂的沸点。微沸的溶剂持续蒸发，并从衬管的孔逸出。在这种进样技术的基础上，Poy发明了程序升温蒸发进样口（PTV）。这种新型的进样技术因为衬管的初始温度低而避免了很多传统热进样技术中的问题。
- 阀进样口；在收集瓶中的气体样品被连接到一个通常是六通的进样阀上（称这六个通口为1，2，3，4，5，6）。放入样品时，载气流从接口4开始连续流入并经接口5流出，而样品从接口1引入，从6进入到一个预先排空了的定量管中，多余的样品经接口3进入接口2后排出。样品引入完成后，转动阀门，载气就会顺次通过接口4，接口3，定量管，接口6，接口5而将定量管中的样品导入到色谱柱中。
- 吹扫-捕集进样口；惰性气体的泡沫通过水基样品而使不溶的挥发性物质从基体中吹扫出来。这些挥发性物质被一个吸附装置（捕集器）捕集。之后，捕集器被加热，挥发性组分在载气带动下进入色谱柱。需要预先浓缩或提纯的样品通常用这种方法引入，而且常常与分流/不分流进样口相连。
- 固相微萃取进样口（solid phase microextraction, SPME）提供一种方便和低成本的进样方式，可以取代吹扫-捕集进样口。它兼有注射器灵活应用广泛与分流/非分流进样口的简单易用的优点。

### 色谱柱
气相色谱法中常用的色谱柱有两种：
- 填充柱长1.5－10米，内直径为2－4毫米。柱身通常由不锈钢或玻璃制成，内部有填充物，由一薄层液态或固态的固定相覆盖在磨碎的化学惰性固体表面（如硅藻土）构成。覆盖物的性质决定了哪些物质受到的吸附作用最强。因此，填充柱有很多种，每一种填充柱被设计成用于某一类或几类混合物的分离。
- 毛细管柱内直径很小，通常为十分之一毫米的数量级，长度一般在25至60米之间。在壁涂开管柱（WCOT）中，柱的内壁被一层活性材料所覆盖，而在多孔层开管柱（PLOT）中管壁为准固态，充满微孔。大部分的毛细管柱由石英玻璃组成，表面覆盖有一层聚亚酰胺。这些色谱柱都很柔软，因此一根很长的柱可以绕成一小卷。
- 新发展；当人们发现一根柱难以满足需要时，人们开始尝试将多根色谱柱以特定的几何方式整合在一根柱内。这些新发展包括：
  - 内加热microFAST柱，在一个通用的柱壁内部整合了两根柱，一根内部加热丝和一个温度传感器（microFAST （页面存档备份，存于））；
  - 微填充柱 （页面存档备份，存于）（1/16" OD）是一种柱中套柱的填充柱。这种柱中外层柱的填料和内层柱的填料不同，因而可以同时表现出两根柱的分离行为，它们很容易与毛细管柱气相色谱仪的进样口及检测器相连接。

分子吸附与分子通过色谱柱的速率具有强烈的温度依赖性，因此色谱柱必须严格控温到十分之一摄氏度，以保证分析的精确性。降低柱温可以提供最大限度的分离，但是会令洗脱时间变得非常长。某些情况下，色谱柱的温度以连续或阶跃的方式上升，以达到某种特定分析方法的要求。这一整套过程称为控温程序。电子压力控制则可以调整分析过程中的流速，使得运行时间得以提升同时分离度不下降。
载气的选择（流动相）是很关键的。氢气用作载气时分离效率最高，分离效果最好。不过，氦气在与氢气效率相当的范围内有较大的流速调节范围，同时还具有不可燃烧以及适用于多种检测器等优点。因此，最常使用的载气是氦气。

### 检测器
气相色谱法中可以使用的检测器有很多种，最常用的有火焰电离检测器（FID）与热导检测器（TCD）。这两种检测器都对很多种分析成分有灵敏的响应，同时可以测定一个很大的范围内的浓度。TCD从本质上来说是通用性的，可以用于检测除了载气之外的任何物质（只要它们的热导性能在检测器检测的温度下与载气不同），而FID则主要对烃类响应灵敏。FID对烃类的检测比TCD更灵敏，但却不能用来检测水。两种检测器都很强大。由于TCD的检测是非破坏性的，它可以与破坏性的FID串联使用（连接在FID之前），从而对同一分析物给出两个相互补充的分析信息。
其它的检测器要么只能检测出个别的被测物，要么可以测定的浓度范围很窄。
常见的检测器包括：
- 放电离子化检测器（DID），它通过高压放电来产生离子。
- 电子俘获检测器，它使用β放射线源（电子流）来测量样品对电子的俘获能力。
- 火焰光度检测器（FPD）
- 火焰电离检测器（FID）
- 霍尔电导检测器（ElCD）
- 氦离子化检测器（HID）
- 氮磷检测器（NPD）
- 质谱检测器（MSD）
- 光离子化检测器（PID）
- 脉冲放电检测器（PDD）
- 热能（热导）分析器/检测器（TEA/TCD）

有一些气相色谱仪与质谱仪相连接而以质谱仪作为它的检测器，这种组合的仪器称为气相色谱法-质谱联用（GC-MS，简称气质联用），有一些气质联用仪还与核磁共振波谱仪相连接，后者作为辅助的检测器，这种仪器称为气相色谱-质谱-核磁共振联用（GC-MS-NMR）。有一些GC-MS-NMR仪器还与红外光谱仪相连接，后者作为辅助的检测器，这种组合叫做气相色谱-质谱-核磁共振-红外联用（GC-MS-NMR-IR）。但是必须指出，这种情况是很少见的，大部分的分析物用单纯的气质联用仪就可以解决问题。

## 分析方法

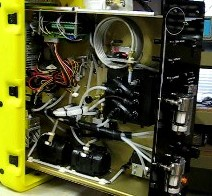

分析方法实际上是在某一特定的气相色谱分析中使用的一系列条件。建立分析方法实际上是确定对于某一分析的最佳条件的过程。
为了满足某一特定的分析的要求，可以改变的条件包括进样口温度，检测器温度，色谱柱温度及其控温程序，载气种类及载气流速，固定相，柱径，柱长，进样口类型及进样口流速，样品量，进样方式等。检测器还可能有其它可供调节的参数，这取决于所使用的检测器类型。有一些气相色谱仪还有可以控制样品与载气流向的阀门，这些阀门开启与关闭的时间也可能对分析的效果有重要影响。
右图为GeoStrata Technologies生产的Eclipse气相色谱仪。它以三分钟为周期持续运转。该仪器有两个阀门，用来控制载气进入定量管。当定量管充满样品气后，切换阀门，载气就会通过定量管。载气的压强会将样品带入到色谱柱中进行分离。
此分析方法可用於分離具有熱穩定性、高揮發性、低分子量等特徵之化合物。

### 载气选择与载气流速
典型的载气包括氦气、氮气、氩气、氢气和空气。通常，选用何种载气取决于检测器的类型。例如，放电离子化检测器（DID）需要氦气作为载气。不过，当对气体样品进行分析的时候，载气有时是根据样品的母体选择的，例如，当对氩气中的混合物进行分析时，最好用氩气作载气，因为这样做可以避免色谱图中出现氩的峰。安全性与可获得性也会影响载气的选择，比如说，氢气可燃，而高纯度的氦气某些地区难以获得。（参见：氦气——分布与生产）
很多时候，检测器不仅仅决定了载气的种类，还决定了载气的纯度（虽然对灵敏度的要求也在很大程度上影响载气纯度的要求）。通常来说，气相色谱中所用的载气，纯度应该在99.995%以上。用于标识纯度的典型商品名包括“零点气级”，“高纯度（UHP）级”，“4.5级”和“5.0级”。
载气流速对分析的影响在方式上与温度类似（见下文）。载气流速越高，分析速度越快，但是分离度越差。因此，最佳载气流速的选择与柱温的选择一样，都需要在分析速度与分离度之间取得平衡。
二十世纪九十年代之前生产的气相色谱仪的载气流速往往通过载气入口的压力（柱前压）进行控制，实际的载气流速则在柱的出口端通过电子流量计或皂膜流量计进行测定。这样的一个过程常常很复杂，很耗时间，而且往往令人沮丧。在整个运行过程中，柱前压不能再改变，气流必须稳定。气体流速与柱前压的关系可以通过可压缩流体的泊肃叶定律来计算。
不过，很多现代的气相色谱仪已经能用电路自动测定气体流速，并通过自动控制柱前压来控制流速。因此，载气压强与流速可以在运行过程中调整。柱前压/气流控制程序（与温度控制程序类似）随之出现。

### 进样口类型与流速
进样口类型和进样技术通常与样品存在的形态（液态、气态、被吸附、固态）以及是否存在需要气化的溶剂有关。如果样品分散良好，并且性质已知，那么它就可以通过冷柱头进样口直接进样；如果需要蒸发除去部分溶剂，就使用分流/不分流进样口（通常用注射器进样）；气体样品（如来自气缸）通常用气体阀进样器进样。被吸附的样品（如在吸附管上）可以通过外部的（在线或离线）脫附装置（如捕集-吹扫系统）或者在分流/不分流进样器中脫附（使用固相微萃取技术）。

### 样品量与进样技术

#### 进样技术

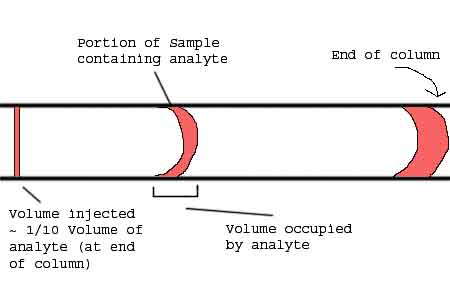
气相色谱中的十分之一原则

真正的气相色谱分析过程从样品进入色谱柱开始。毛细管气相色谱法的发展使得进样技术面临着很多实践中的问题。柱上进样技术多用于填充柱而不适用于毛细管柱。在毛细管气相色谱仪中的进样技术应该满足以下两个条件：
1. 进样量不得超过柱的容量；
2. 与展开过程引起的样品展宽相比，进样后的塞式流宽度应该很小。如果不能满足这一要求，色谱柱的分离能力将会下降。一个普遍的规则是，注入的体积，Vinj，和检测器的体积，Vdet，应该只有样品中包含被分析物的部分出柱时的体积的十分之一。

以下是一些优秀进样技术应当满足的一般要求：
- 应该能使色谱柱达到它的最佳分离效率；
- 对于小量的有代表性的（典型）样品，进样应具有准确性和可重现性；
- 不能改变样品组成（对于具有不同的沸点、极性、浓度与热力学稳定性的物质，进样过程中不应有所差异）；
- 应该既适用于痕量分析，也适用于浓度相对较大的样品。

但是，也有一些问题存在于当前的进样技术中，即使这并不是破坏性问题。
- 即便最好的进样口注射器声称其有3%的精度，但是在非专业人士的操作中仍然会产生较大的误差。
- 射针（Needle）在射出样品的时候也许会从隔膜上切下小块的胶（rubber）。这也许会堵住射针并且导致下一次使用时注射器填充出现问题。这可能不是一个能被明显发现的问题。
- 部分的样品可能在从注射器的连续射出后困在隔膜中。这会导致后来的色谱图中产生鬼峰（Ghost Peak）。
- 射针的末端可能使一些易挥发的样品组分蒸发，产生选择性的样品损失。

### 色谱柱的选择
色谱柱的选择取决于样品以及测定。在选择色谱柱时，混合物的极性是一项主要的化学属性因素，但是其官能团的作用也会影响到色谱柱的选择。样品的极性必须与色谱柱固定相的极性非常匹配，来增加分辨率和分离度，同时减少了运行时间。固定相的膜厚，色谱柱的长度和直径也都会影响分离度和运行时间。

### 柱温与温度控制程序

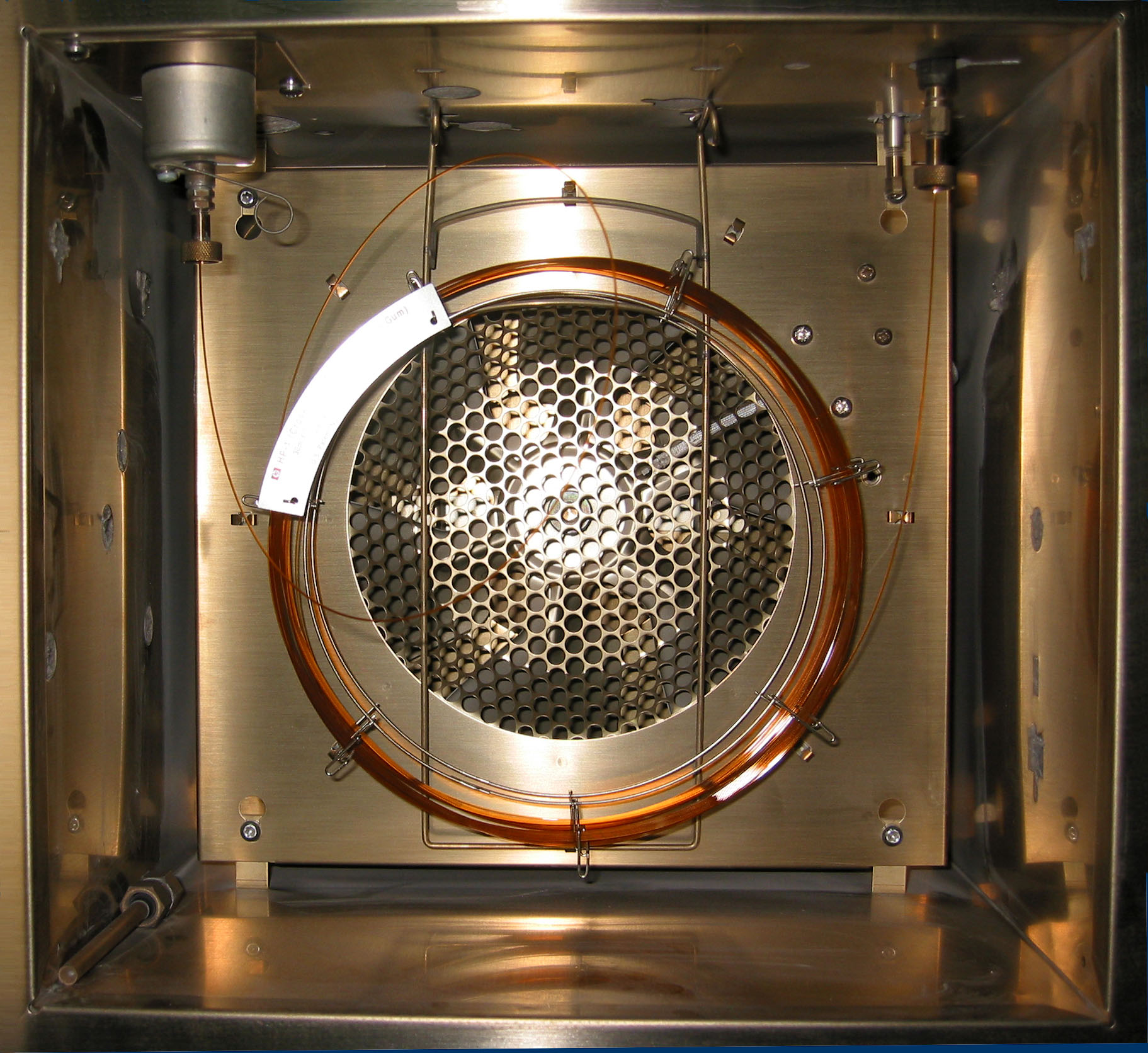
一个已经拆开以显示出内部毛细管柱的气相色谱仪恒温箱

气相色谱仪中的色谱柱放置于温度由电子电路精确控制的恒温箱内。（当分析者说“柱温”时，他实际上指的是恒温箱的温度。不过这种区别并不重要，因此在下文中对这两者并不作区分。）
样品通过色谱柱的速率与温度正相关。柱温越高，样品越快通过色谱柱。但是，样品越快通过色谱柱，它与固定相之间的相互作用就越少，因此分离效果越差。
通常来说，柱温的选择是综合考虑分离时间与分离度的结果。
柱温在整个分析过程中不变的方法称为恒温方法。不过，在大部分的分析方法中，柱温随着分析过程的进行逐渐上升。初温，升温速率（温度“斜率”）与末温统称为控温程序。
控温程序使得较早被洗脱的被分析物能够得到充分的分离，同时又缩短了较晚被洗脱的被分析物通过色谱柱的时间。

## 数据整理与分析
定性分析
一般来说，色谱分析的结果用色谱图来表示。在色谱图中，横坐标为保留时间，纵坐标为检测器的信号强度。色谱图中有一系列的峰，代表着被分析物中在不同的时间被洗脱出来的各种物质。在分析条件相同的前提下，保留时间可以用于表征化合物。同时，在分析条件相同时，同一化合物的峰的形态也是相同的，这对于表征复杂混合物很有帮助。然而，现代的气相色谱分析很多时候采用联用技术，即气相色谱仪与质谱仪或其它能够表征各峰对应化合物的简单检测器相连。
定量分析
在色谱图中，峰面积与分析物的含量成正比。通过用积分计算峰面积，可以定出分析物中各组分的浓度。分析物的浓度也可以通过校准曲线来获得。通过配制一系列浓度的标准样品并测量它们的响应（信号强度）可以绘制出校准曲线。分析物的浓度还可以通过被分析物的相对响应因子来确定。相对响应因子指的是被分析物的信号与内标物（或外标物）的预期响应比值，它可以通过固定内标物（一种加入到样品之中并具有标准浓度，且保留时间与被分析物不同的化合物）的含量而改变被分析物的含量，观察信号响应的变化来计算。
在大多数现代的气相色谱法-质谱联用系统之中，计算机软件可以绘画色谱图，积分峰面积，并自动将质谱图与文献标准图进行比对。

## 应用
通常来说，那些在300°C左右以下气化并在该气化温度以下保持稳定的物质，都可以定量地测定。这些样品还应该是无盐的，即不包含离子。气相色谱可以对很小量的物质进行分析，但常常要求有一份待测定物质的纯样作为参比。
有很多种控温程序可以使读数更有意义，如区分在气相色谱分析过程中行为相似的两种物质。
专业人士利用气相色谱法来分析化学产品中某些物质的含量（如确定化工产品的质量），测定土壤，空气和水中的有毒物质。如果运用得当，气相色谱可以测定含量为pmol/mL级的液体样品或浓度在ppb数量级的气体样品。
在高等院校的实践课程之中，学生有时是通过研究薰衣草油的成分或者通过测定本氏烟植物的叶子提取物中的乙烯含量来了解气相色谱的。这些都是对烃类（从两个碳到四十多个碳不等）的气相色谱分析。一个典型的实验是，学生用填充柱分出较轻的气体并用热导检测器（TCD）进行检测，而烃类则通过毛细管柱进行分离，用火焰离子化检测器（FID）进行检测。在对较轻的气体的分析过程中，氢气与氦气（最常用也是最灵敏的惰性载气）几乎有着相同的热导性质，这使得分析变得复杂化。（TCD是根据气体热导率的改变引起惠斯通电桥中两根热丝导电性质的改变而检测被洗脱的物质的）。因此，这些气相色谱仪常采用双道TCD检测器，它有一个专门用于分析氢气的通道，该通道以氮气为载气。气相化学反应（如费脱合成Fischer-Tropsch合成）经常用氩气作为载气。这样做的好处是可以使用单一载气而不必使用两种。这种做法降低了分析的灵敏度，换来的是气源的简化。

## 通俗文化中的气相色谱
电影，书籍与电视节目经常歪曲气相色谱法的能力以及运用气相色谱法完成的工作。
例如，在美国的电视节目《鉴证行动组》中，人们用气相色谱来快速地识别未知样品。分析员在取得样品之后十五分钟之后就会说：“这是在过去两个星期中在雪佛龙公司（Chevron）的油站里购买的汽油。”
事实上，一个典型的气相色谱分析所用的时间要长得多。有时依照选定的程序，一个样品就要进行一个多小时的分析。对色谱柱进行“清理”以便接受下一个样品还需要额外的时间。同时，为了验证一个结论，分析员往往需要进行多次平行的分析，因为单次分析的结果很可能具有偶然性（参见显著性差异）。
同时，气相色谱并不能识别大部分的样品，而且并非样品中的所有物质都可以通过气相色谱检测出来。气相色谱真正能告诉分析者的，只是在某个时间有一种物质从色谱柱中被洗脱出来，而且检测器对它有响应。为了使结果变得更有意义，分析人员需要知道样品中可能含有什么成分，以及它们可能有怎么样的浓度。还有，一些低含量的物质可能因为与另一种高含量的物质同时被洗脱而无法在色谱图中表现出来。最后，分析人员还经常需要将未知样品的气相色谱结果与可能存在的物质的标准样品的分析结果进行比较。
气相色谱法-质谱联用仪可以很好地改善这种混淆不清的状况，因为质谱仪可以识别出各组分的相对分子质量。不过，要很好地完成这些工作，同样需要时间与技巧。
类似地，绝大部分的气相色谱分析并不是简单的按键操作。你不能简单地将样品瓶放在自动采样器的托盘上，然后按一个按钮，让计算机告诉你关于样品的所有信息。根据被分析的物质，分析人员需要小心选择一套合适的操作程序。
不过也要承认，在对相似样品的大量重复性分析之中，简单的按键操作是存在的。这包括化工生产中的分析，也包括为了确定样品中被测物的平均含量而对同一实验获得的20个样品的分析等等。不过，那些书籍，电影与电视节目中的研究性工作绝对不属于这种情况。